# Lale Andersen
Lale Andersen, artiestennaam van Liese-Lotte Helene Berta Bunnenberg, (Lehe, 23 maart 1905 – Wenen, 29 augustus 1972) was een Duitse singer-songwriter. Ze is het meest bekend van haar (oorspronkelijke) opname van het lied Lili Marleen uit 1939.
Andersen werd geboren in Lehe, dat tegenwoordig een stadsdeel is van Bremerhaven. In 1922 trouwde ze met plaatselijke schilder Paul Ernst Wilke (1894-1971), ze kregen 3 kinderen, Björn, Carmen-Litta en Michael. Kort na de geboorte van Michael kwam het tot een breuk tussen het koppel. Ze trad in de jaren 30 veel op in cabarets. 
Haar vertolking van het lied Lili Marleen was zeer populair tijdens de Tweede Wereldoorlog, vooral bij de troepen. In 1942 viel ze echter in ongenade bij de Duitse autoriteiten, toen ze weigerde deel te nemen aan een rondleiding door het getto van Warschau. Bovendien kwam uit dat ze een correspondentie onderhield met gevluchte joodse Duitsers in Zwitserland. Ze werd uit de Reichskulturkammer gezet en haar liedjes mochten niet meer uitgezonden worden op de Duitse radio. Ze mocht nog maar beperkt optreden, in elk geval niet meer voor soldaten, en Lili Marleen (waaraan Joseph Goebbels, de minister van propaganda, persoonlijk een hekel had) mocht ze niet meer zingen. Eigenlijk stond ze op de nominatie om naar een concentratiekamp te worden afgevoerd, maar toen de BBC daarvan lucht had gekregen en dit als feit bracht, zag Goebbels zijn kans schoon om de BBC van leugens te betichten. Hij sprak het bericht tegen en nu kon Andersen niet meer worden opgepakt. Ze vestigde zich op het eiland Langeoog, waar ze bleef tot na de Duitse capitulatie in mei 1945.
Na de oorlog werd het stil rond de zangeres. In 1949 huwde ze de Zwitserse componist Artur Beul, drie jaar later had ze een dikke hit met het zelfgeschreven Die blaue Nacht am Hafen. In 1959 had ze ook een hit met Ein Schiff wird kommen... een cover van een hit van Melina Mercouri, Never on sunday, ze haalde hier een gouden plaat mee.
In 1961 vertegenwoordigde ze West-Duitsland op het Eurovisiesongfestival met Einmal sehen wir uns wieder, ze eindigde als 13e. In de jaren 60 toerde ze nog door de USA en Canada. 
Kort voor haar dood in 1972 publiceerde ze haar autobiografie Der Himmel hat viele Farben: Leben mit einem Lied, die een bestseller werd. Ze stierf aan leverkanker. Andersen ligt begraven op Langeoog, waar ook een monument staat voor haar en haar lied Lili Marleen.
In 1980 baseerde regisseur Rainer Werner Fassbinder zijn speelfilm Lili Marleen op Andersens autobiografie. Volgens Andersen’s laatste man Artur Beul heeft het filmscript echter weinig van doen met hun echte leven in die tijd en evenmin met de werkelijke druk die de kunstenares van de zijde van het nazisme heeft ondervonden.

## Hits in Duitsland
- #### - Alte Lieder traute Weisen
- #### - Blue Hawaii
- 1939 - Lili Marleen
- 1960 - Ein Schiff wird kommen
- 1961 - Wenn du Heim kommst

## Discografie
- 1939: Backboard ist links (scheepsjongenslied) (met tekst van Fred Endrikat)
- 1939: Der Junge an der Reling
- 1939: Lili Marleen (vertaald in meer dan 48 [naar verluidt wel 80] talen; verkoop: + 2.000.000)
- 1941: Es geht alles vorüber, es geht alles vorbei
- 1941: Unter der roten Laterne von St. Pauli
- 1949: Schäferlied (met tekst van Peter Hacks)
- 1949: Die Fischer von Langeoog
- 1949: Du bist die Rose vom Wörthersee
- 1950: Das Meer (La Mer)
- 1951: Blaue Nacht, o blaue Nacht am Hafen (oorspronkelijk Jealous Heart)
- 1951: Spiel’ mir eine alte Melodie (oorspronkelijk Simple Melody)
- 1952: Grüß mir das Meer und den Wind (oorspronkelijk Please, Mister Sun)
- 1953: Fernweh (later in het Engels vertaald voor Petula Clark als Helpless)
- 1953: Ich werd’ mich an den Jonny schon gewöhnen
- 1954: Kleine Nachtmusik (naar het thema van Mozart)
- 1958: Jan von Norderney (winnende titel van de wedstrijd voor een Norderney-lied)
- 1958: Dreigroschenopersongs
- 1958: Die Dame von der Elbchaussee
- 1958: Hein Mück
- 1960: Ein Schiff wird kommen (oorspronkelijk Ta pedia tou Pirea / Never on Sunday; verkoop: + 800.000)
- 1959: Blue Hawaii
- 1961: Einmal sehen wir uns wieder (Duitse inzending voor de Grand Prix Eurovision de la Chanson)
- 1961: Wenn du heimkommst (later in het Engels vertaald voor Hank Locklin als Happy Journey)
- 1963: He, hast du Feuer, Seemann?
- 1963: Die kleine Bank im Alsterpark (bijdrage aan Ein Lied für Hamburg door de senaat van Hamburg)
- 1964: In Hamburg sind die Nächte lang (voor The King Sisters in het Engels vertaald als In Hamburg When the Nights Are Long)
- 1963: Mein Leben, meine Lieder (Musikalische Memoiren)
- 1964: Was ist ein Strand ohne Wind und Meer
- 1969: Der Rummelplatz am Hafen
- 1971: Geh’ nicht zurück aufs Meer (oorspronkelijk Ruby, Don’t Take Your Love to Town)

## Filmografie
- 1942: G.P.U.
- 1952: Fritz und Friederike
- 1953: Rote Rosen, rote Lippen, roter Wein
- 1954: Sterne und Sternchen am Schlagerhimmel (televisiefilm)
- 1956: … wie einst Lili Marleen
- 1957: Gruß und Kuß vom Tegernsee
- 1959–1972: Aktuelle Schaubude (amusementsshow, 11 afleveringen)
- 1961: Ein Berliner in Hamburg (televisiefilm)
- 1962: Hamburger Extrablätter (televisieprogramma, 1 aflevering)
- 1962–1972: Haifischbar (amusementsshow, 9 afleveringen)
- 1966: Wer will’s noch mal – Ein musikalisches Kaleidoskop (televisiefilm)
- 1966: Von uns – für Sie! (televisiefilm)
- 1968: Einer fehlt beim Kurkonzert (televisiefilm)
- 1971: Der Pott (televisiefilm)
- 1971: Wochenspiegel (televisieprogramma, 1 aflevering)